# Тарасевич, Герман Викторович
Герман Викторович Тарасевич (27 июля 1933 — 22 февраля 2020) — советский игрок в хоккей с мячом. Мастер спорта СССР (1955). Почётный мастер спорта СССР (1964).

## Биография
Воспитанник свердловского хоккея с мячом.
С 1946 года — в свердловском «Динамо», в его составе, помимо хоккея с мячом, сыграл несколько матчей в высшей лиге СССР по хоккею с шайбой.
В 1954-64 годах выступал в составе ОДО. Провёл в высшей лиге 168 матчей, забил 85 голов. Звание «Мастер спорта СССР» присвоено в 1955 году. Звание «Почетный мастер спорта СССР» присвоено в 1964 году.
В 1956 году сыграл 3 матча в составе сборной СССР.
В 1963 году окончил Омский ГИФК. Работал тренером-преподавателем и доцентом кафедры физвоспитания Уральского лесотехнического института (1964—2005).
Награжден медалями «30 лет Вооруженных Сил СССР», «40 лет Вооруженных Сил СССР», «Ветеран труда» (1987), «100 лет со дня рождения В. И. Ленина» (1970), нагрудным знаком «Отличник физической культуры и спорта» (1997).
Скончался 22 февраля 2020 года в Екатеринбурге. Похоронен на Лесном кладбище.

## Достижения
- Чемпион СССР в 1956, 1958—1960, 1962, 1966 годы.
- Серебряный призёр чемпионата СССР в 1955, 1957, 1961, 1963 годы.
- Бронзовый призёр чемпионата СССР 1964 года.
- Финалист Московского международного турнира 1956 года.
- Чемпион зимней Спартакиады народов СССР 1962 года.